# Igreja Matriz da Póvoa de Varzim

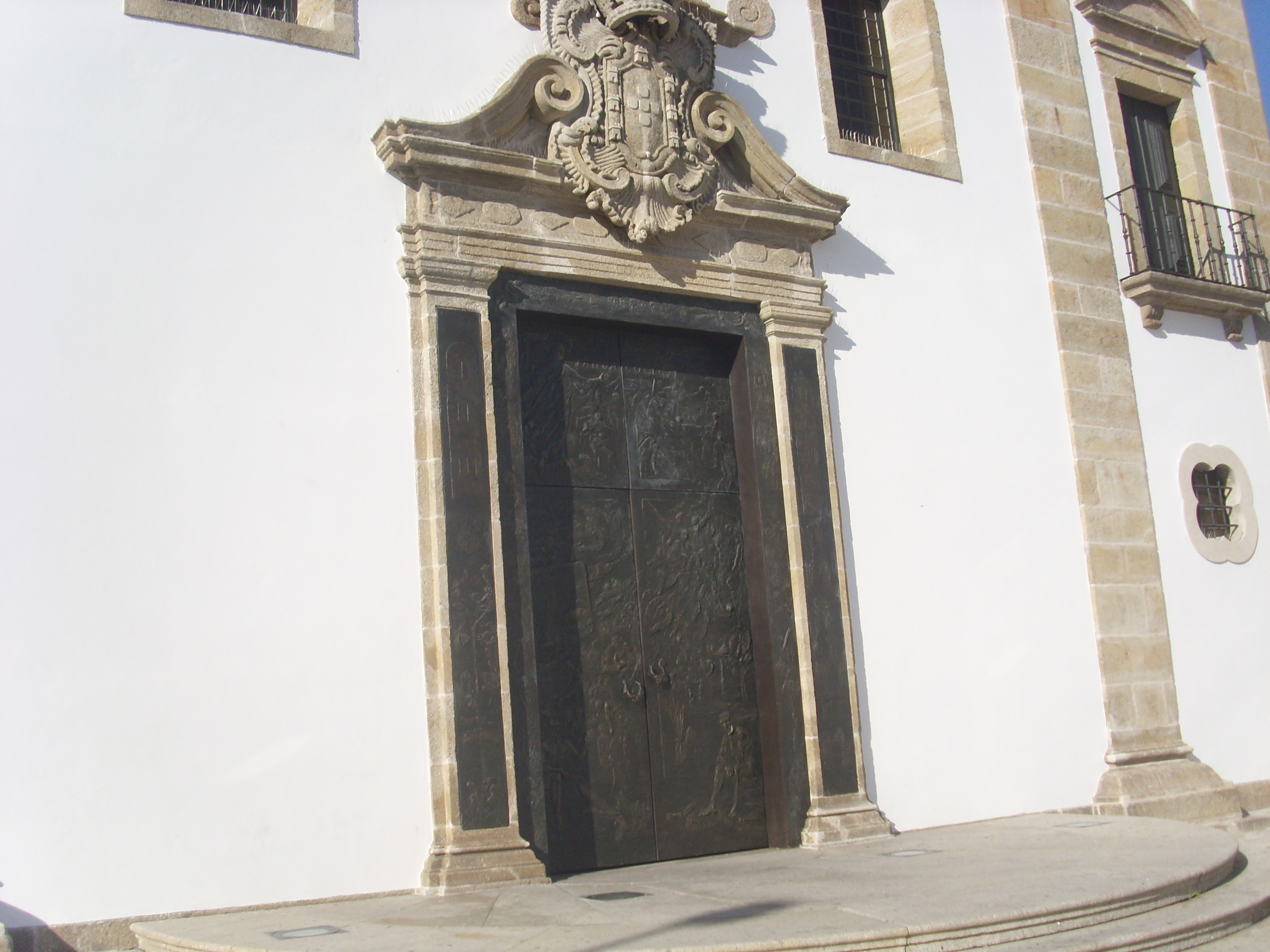
O portal rocaille com as portas com relevo em bronze.

A Igreja Matriz da Póvoa de Varzim ou Igreja Paroquial de Nossa Senhora da Conceição é uma igreja barroca em Póvoa de Varzim com valor arquitectónico relevante.
Visto que a Póvoa de Varzim era nesta época uma importante comunidade piscatória, D. João V, autorizou que uma pequena parte do imposto municipal subsidiasse a igreja, para além de os poveiros contribuírem com uma parte dos seus rendimentos.
Está classificada como Imóvel de Interesse Público desde 1977.

## História
A Igreja de Santa Maria de Varzim, primitiva igreja Matriz localizada no Largo das Dores, ficava excêntrica ao centro da Póvoa. No século XVIII, a igreja mostrava-se insuficiente para uma grande população. Deste modo o Senado poveiro pede ao rei um maior templo. D. João V responde com a provisão régia de 1 de Junho de 1736, concedendo as sobras das sisas por 15 anos e o povo contribuindo com um real na carne e vinho.
A nova igreja Matriz foi construída no terreiro junto da antiga Casa da Câmara. O Pároco Carvalho da Cunha, lançou solenemente a primeira pedra em 18 de Fevereiro de 1743. A Pedra foi conduzida por quatro personalidades: D. Diogo de Sousa, Gonçalo de Almeida de Sousa, Tenente Veiga Leal e Fracisco Monteiro Pereira de Queiroz. Foi inaugurada, apesar de não estar totalmente acabada, a 6 de Janeiro de 1757.

## Arquitectura
A obra foi dirigida pelo arquitecto bracarense Manuel Fernandes da Silva até ao seu falecimento em 1753, a obra passou a ser então liderada por uma equipa de mestres de obras. A fachada setecentista é composta por linhas exuberantes de arte barroca, com um frontão recortado onde se rasga o portal rocaille, sobrepojado por um brasão real, sobre o qual se abre um nicho que possuiu uma imagem da Virgem em pedra. Na celebração dos 250 anos da inauguração da igreja foram colocadas as portas de bronze da fachada da Igreja Matriz do escultor Rui Anahory.
O interior é amplo e de uma só nave coberta por uma abóbada de berço. A nave é reforçada por três arcos torais robustos e as paredes são decoradas por nove altares do Barroco Joanino em talha dourada, expondo esculturas setecentistas. São notáveis os seus retábulos, especialmente o da capela-mor, bastante rico, em estilo rococó, composto por seis colunas de capitéis compósitos. No espólio da igreja destaca-se uma casula de damasco verde, com requintado bordado de seda, do século XVI e uma imagem de Nossa Senhora da Viagem do século XVII. Um móvel da sacristia ostenta ainda um largo conjunto de siglas poveiras, ali gravadas pelos pescadores.